# Домашлинська сільська рада
Домашли́нська сільська́ ра́да — адміністративно-територіальна одиниця та орган місцевого самоврядування в Корюківському районі Чернігівської області. Адміністративний центр — село Домашлин.

## Загальні відомості
Домашлинська сільська рада утворена у 1944 році.
- Територія ради: 56,727 км²
- Населення ради: 566 осіб (станом на 2001 рік)

## Населені пункти
Сільській раді були підпорядковані населені пункти:
- с. Домашлин
- с. Бешківка
- с. Луковець

## Склад ради
Рада складалася з 12 депутатів та голови.
- Голова ради: Єгунова Алла Іванівна
- Секретар ради: Бабко Надія Микитівна

### Керівний склад попередніх скликань
| Прізвище, ім'я, по батькові  | Основні відомості                                                                                  | Дата обрання | Дата звільнення |
| ---------------------------- | -------------------------------------------------------------------------------------------------- | ------------ | --------------- |
| Більченко Валентина Іванівна | Сільський голова, 1952 року народження, позапартійна                                               | 26.03.2006   | 31.10.2010      |
| Єгунова Алла Іванівна        | Сільський голова, 1961 року народження, освіта вища, член Всеукраїнського об'єднання «Батьківщина» | 31.10.2010   |                 |

Примітка: таблиця складена за даними сайту Верховної Ради України

### Депутати
За результатами місцевих виборів 2010 року депутатами ради стали:

#### За суб'єктами висування
| Суб'єкт висування | Кількість обраних депутатів | %    |
| ----------------- | --------------------------- | ---- |
| Партія регіонів   | 10                          | 83,3 |
| Самовисування     | 2                           | 16,7 |

#### За округами
| № округу        | Прізвище, ім'я, по батькові  | Дата визнання обраним | Освіта             | Партійна приналежність | Відомості про обраного депутата                        |
| --------------- | ---------------------------- | --------------------- | ------------------ | ---------------------- | ------------------------------------------------------ |
| Партія регіонів |                              |                       |                    |                        |                                                        |
| 1               | Бабко Надія Микитівна        | 04.11.2010            | середня спеціальна | позапартійна           | Домашлинська сільська рада, секретар                   |
| 2               | Плющ Станіслав Григорович    | 04.11.2010            | середня            | позапартійний          | Домашлинсякий сільський будинку культури, директор     |
| 3               | Рубан Тетяна Григорівна      | 04.11.2010            | середня спеціальна | член Партії регіонів   | КП «Світоч», бухгалтер                                 |
| 4               | Симоненко Марія Василівна    | 04.11.2010            | середня            | позапартійна           | пенсіонер                                              |
| 7               | Кугук Микола Федосійович     | 04.11.2010            | середня спеціальна | позапартійний          | Домашлинська сільська рада, опалювач                   |
| 8               | Петрикей Ніна Олексіївна     | 04.11.2010            | середня            | позапартійна           | Домашлинське відділення зв'язку, начальник відділення  |
| 9               | Пухова Любов Василівна       | 04.11.2010            | середня            | позапартійна           | Корюківський тер.центр, соціальний працівник           |
| 10              | Пуховий Юрій Іванович        | 04.11.2010            | середня спеціальна | позапартійний          | пенсіонер                                              |
| 11              | Мороз Ніна Іванівна          | 04.11.2010            | вища               | член Партії регіонів   | Сахутівська загальноосвітня школа І-ІІ ст., вчитель    |
| 12              | Рубан Тамара Миколаївна      | 04.11.2010            | середня            | член Партії регіонів   | Домашлинська сільська рада, прибиральниця              |
| Самовисування   |                              |                       |                    |                        |                                                        |
| 5               | Василець Ольга Олександрівна | 04.11.2010            | середня            | позапартійна           | Домашлинський сільський будинок культури, худ.керівник |
| 6               | Малиш Галина Миколаївна      | 04.11.2010            | вища               | позапартійна           | Корюківський відділ освіти, методист                   |